# چیلاکوف
چیلاکوف (به لاتین: Chikalov) یک منطقهٔ مسکونی در روسیه است که در آدیغیه واقع شده‌است.